# Lai Châu (provins)
Lai Chau (på vietnamesiska Lai Châu) är en provins i Vietnam. Provinsen består av staden Lai Chau och fem landsbygdsdistrikt: Muong Te, Phong Tho, Sin Ho, Tam Duong samt Than Uyen.